# Le Simoun
Pour plus de détails, voir Fiche technique et Distribution.
Le Simoun est un film français réalisé par Firmin Gémier, sorti en 1933.

## Synopsis
Un commerçant, Laurency, installé en plein cœur du Sahara Algérien, se morfond à la suite du décès de son épouse. Lorsque sa fille Clotilde vient lui rendre visite, des sentiments troublants surgissent dans son esprit. La ressemblance de sa fille avec sa défunte mère le poussent quasiment à succomber à l'inceste. La délivrance de cet être,  envoûté par ses fantasmes indicibles, ne viendra qu'au décès de la jeune femme.

## Fiche technique
- Titre : Le Simoun
- Réalisation : Firmin Gémier
- Scénario et dialogues : Firmin Gémier et Henri-René Lenormand
- Photographie : Lucien Joulin
- Musique : André Cadou
- Pays d'origine :  France
- Format :  Noir et blanc - 1,37:1 - 35 mm - son mono
- Genre : Drame colonial
- Durée : 70 minutes
- Date de sortie : 
  - France - 22 décembre 1933[1]

## Distribution
- Max Maxudian : Marzuck
- Firmin Gémier
- Esther Kiss
- Suzanne Stanley
- Jean Fleur
- Luiza Bezençon
- Pierre de Rigoult
- Alexandre Mihalesco
- Rodolphe Marcilly
- Robert Guillon
- Paul Villé
- Gautier-Sylla